# Nayot
Nayot (in ebraico נָיוֹת‎?) è un quartiere a sud di Gerusalemme fondato nel 1959 da un gruppo di immigrati anglofoni.

## Etimologia
Il nome Nayot (letteralmente "oasi") ricorre sei volte all'interno della Bibbia, nel Libro di Samuele (19:18).

## Storia
Nayot è stato il primo progetto abitativo di Gerusalemme realizzato da immigrati anglo-israeliani. Fino al 1963 non fu annunciato il nome ufficiale e il quartiere era semplicemente noto come "Hashikun Ha'anglo Saxi" (il quartiere anglosassone). Gli immigrati anglofoni che cercavano casa negli anni 50 formarono una commissione nel 1957 e presero in affitto 16 dunum di terra dal Jewish National Fund ai piedi della collina dove si trovano oggi il Museo d'Israele e la Knesset, all'epoca fuori dai confini di Gerusalemme.
Delle prime 62 case bifamiliari, costruite nel 1960, cinquanta furono acquistate da famiglie immigrate in Israele dagli Stati Uniti e dal Canada. L'architetto del progetto abitativo fu David Resnick, vincitore del Premio Israele per l'architettura nel 1995.

## Cultura
Il Jerusalem Botanical Gardens, l'orto botanico aperto nel 1985 è situato a Nayot.